# (802) Epyaxa
(802) Epyaxa est un astéroïde de la ceinture principale découvert le 20 mars 1915 par l'astronome allemand Max Wolf.
Sa désignation provisoire était 1915 WR.